# Четта I
Четта I — король Камбоджі від 1576 до 1594 року.

## Життєпис
Успадкував владу від свого батька, короля Барома Рачеа I.
На початку свого правління Четта I уклав союз із Сіамом. Утім вже 1591 року Камбоджа зазнала вторгнення сіамського короля Наресуана, що завершилось руйнуванням Пномпеня. Четта зміг відстояти свої володіння лише за допомогою португальців. 1594 року в результаті чергового вторгнення тайців булла захоплена та розграбована столиця Камбоджі, місто Ловек.